# Nagyvirágú liliomfa
A nagyvirágú liliomfa vagy örökzöld liliomfa (Magnolia grandiflora) a liliomfafélék (Magnoliaceae) családjába tartozó fafaj. Észak-Amerika déli részének trópusi-szubtrópusi éghajlatú tájairól származik. Időnként a M. x soulangeana fajt is magyarul nagyvirágú liliomfának nevezik.

## Leírása
Eredeti termőhelyén akár 30 m magasra is megnőhet. Sűrű koronája szélesen kúpos; időnként gömbölydeddé fejlődik.
Keskeny, sötétzöld, bőrszerű leveleit egész évben megtartja. Felszínük fényes sötétzöld, sima. A levelek fonákja vörösen molyhos. Hatalmas, 20–25 cm széles, krémszínű vagy fehér, erősen illatos, kehely alakú virágai nyár elejétől-közepétől kora őszig nyílnak. Termései pirosas színűek, tojás alakú tüszőcsokrot alkotnak. Elsősorban a meleg, nedves éghajlatot kedveli. Magyarországon déli fekvésű, meleg, napos, teljesen szélvédett helyre ültethető, mivel fagyérzékeny.

## Fajtái
- M. grandiflora 'Gallisoniensis'
- M. grandiflora 'Gallisoniensis Praecox'
- M. grandiflora 'Gallisoniensis Nana'

## Képek

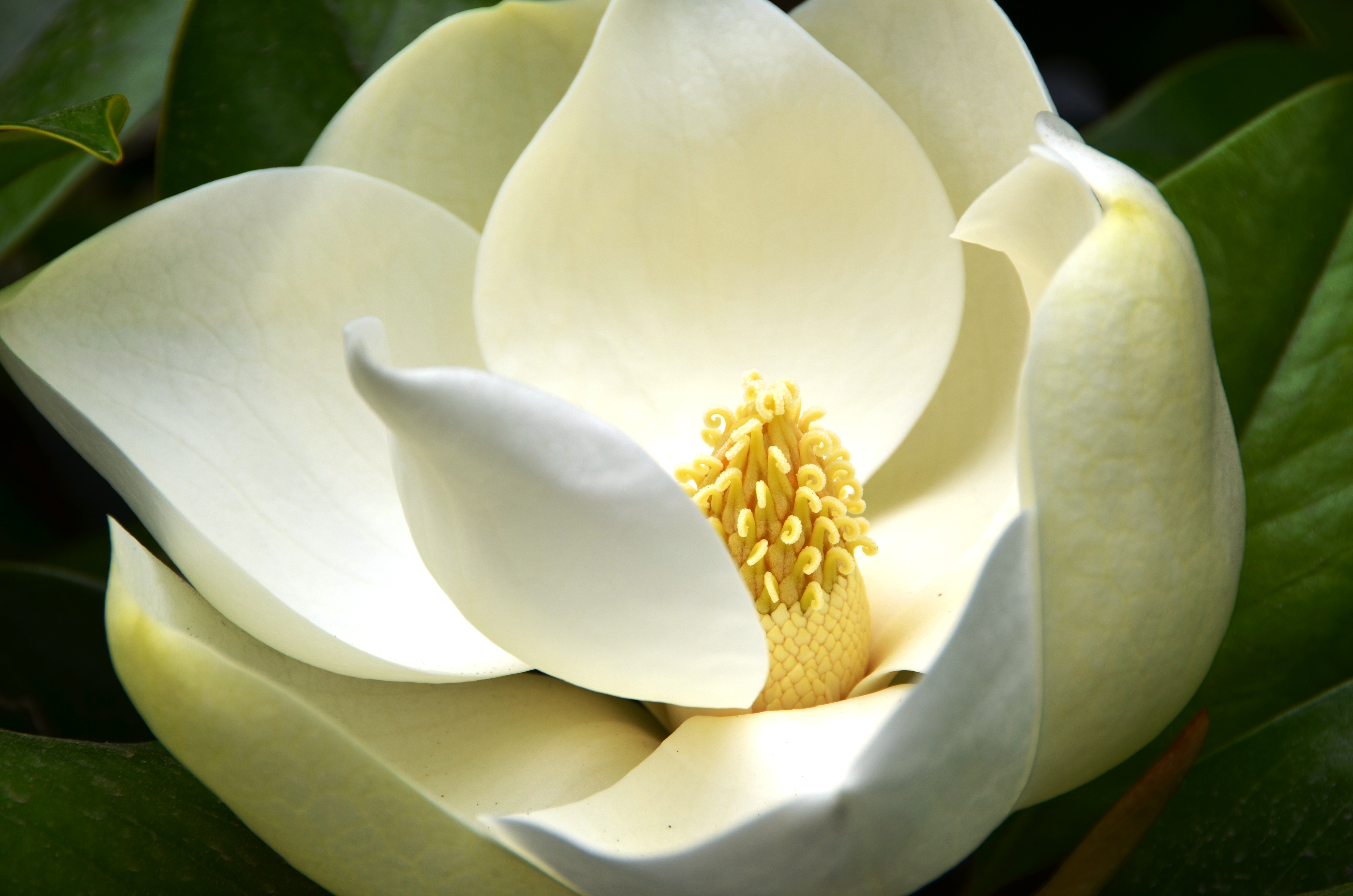
Virága
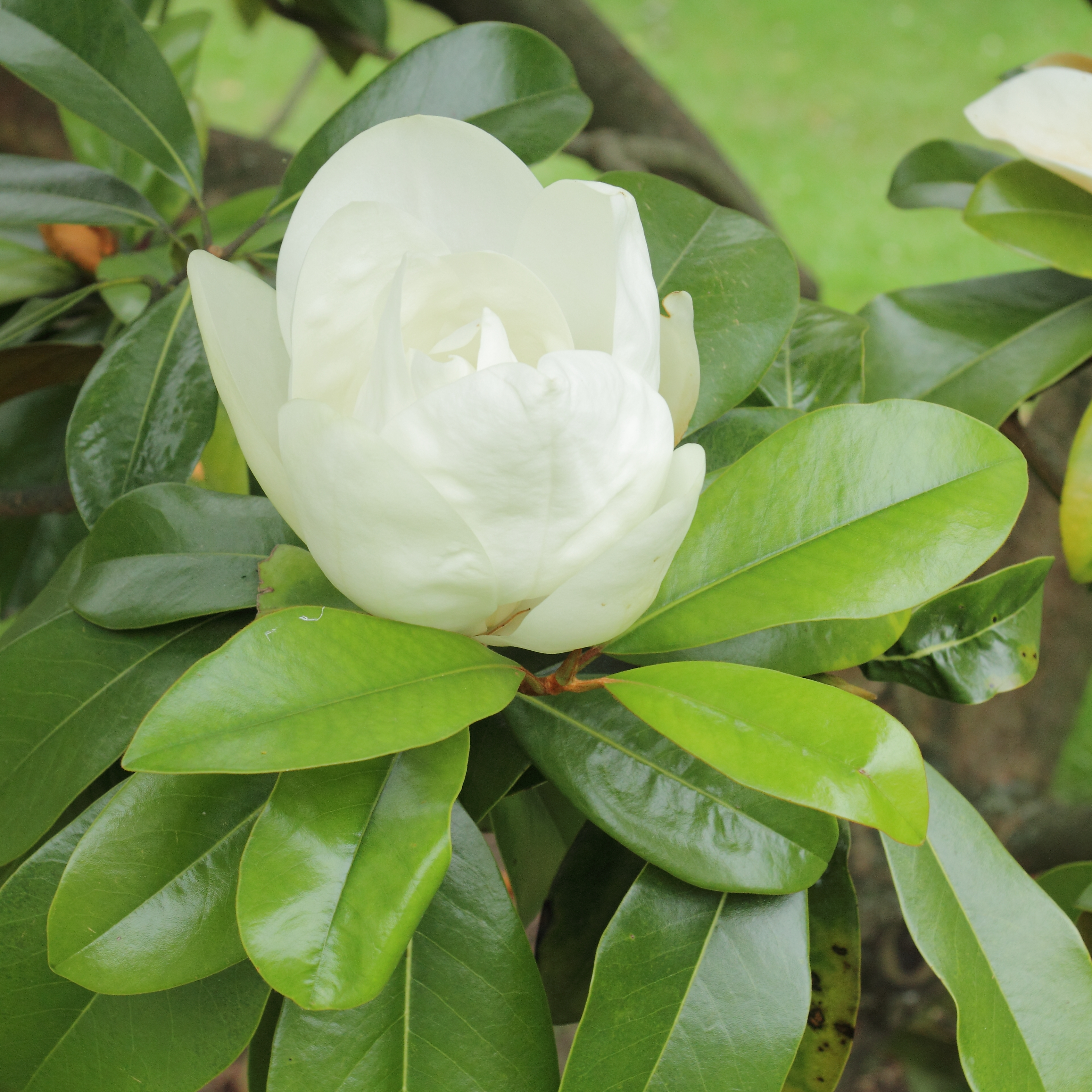
M. grandiflora 'Gallissonniere'
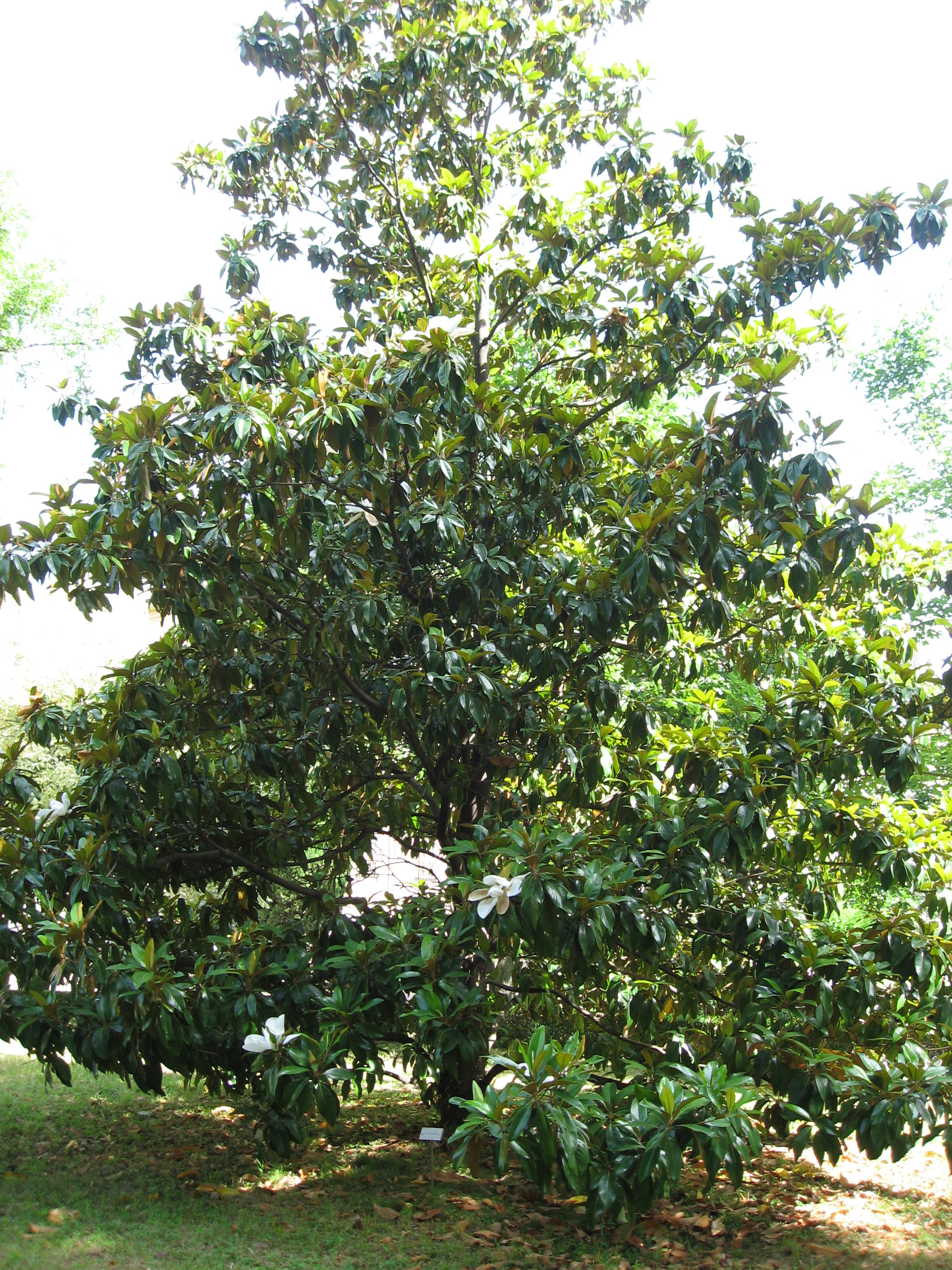
Habitusa
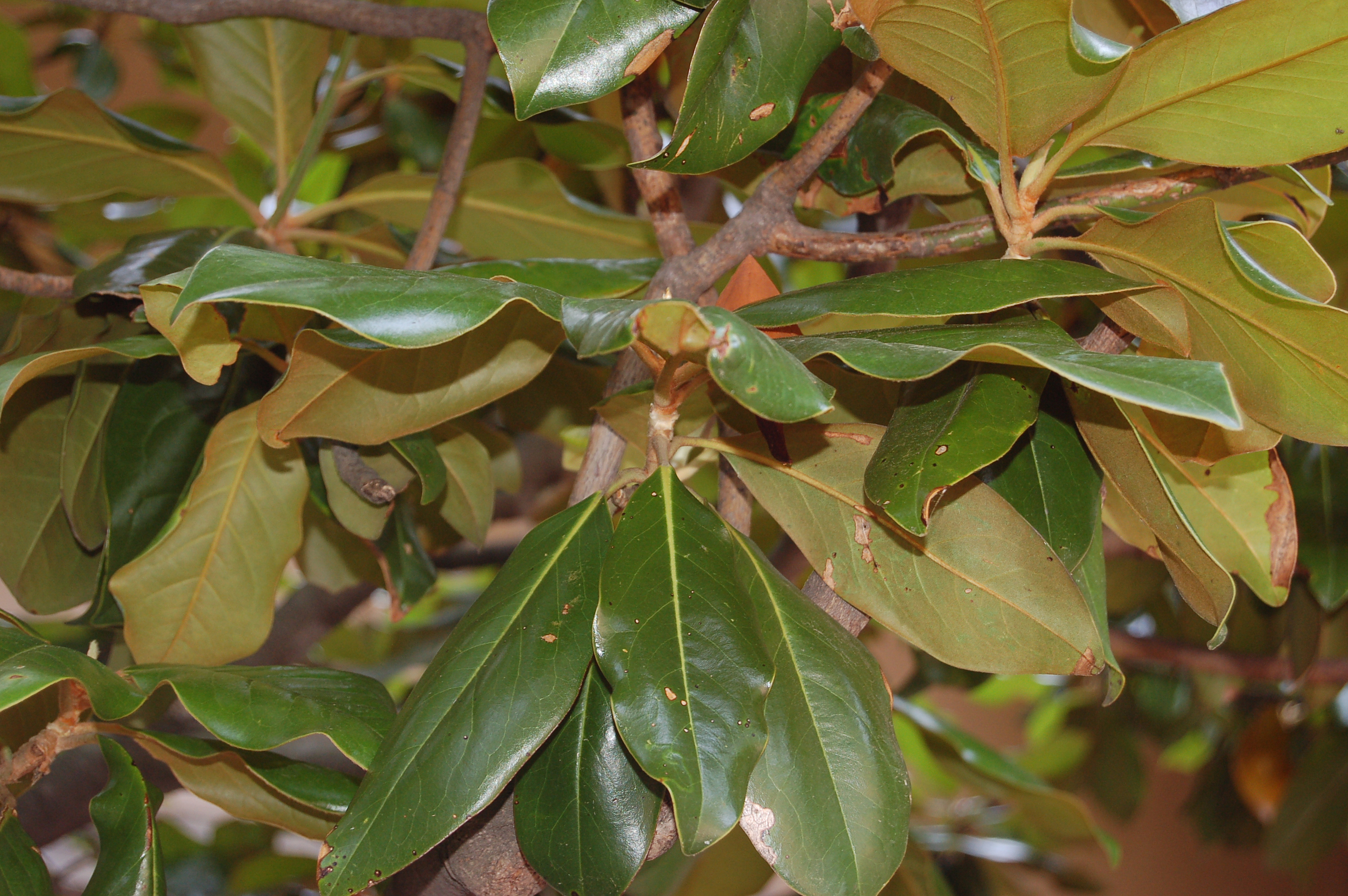
Levelei